# كارلوس بيخارانو
كارلوس بيخارانو (بالإسبانية: Carlos Bejarano) (29 يناير 1985 بكيبدو في كولومبيا - ) هو لاعب كرة قدم كولومبي في مركز حراسة المرمى. شارك مع منتخب غينيا الاستوائية لكرة القدم. أما مع النوادي، فقد لعب مع أمريكا دي كالي وإنديبندينتي ميديلين ونادي ترنتشين ولا إكويداد ‏ ونادي ديبورتيفو أراب يونيدو.

## وصلات خارجية
- كارلوس بيخارانو على موقع الاتحاد الدولي (مؤرشف)  (الإنجليزية)
- كارلوس بيخارانو على موقع قاعدة بيانات كرة القدم.إي يو (الإنجليزية)
- كارلوس بيخارانو على موقع ناشيونال فوتبول تيمز (الإنجليزية)
- كارلوس بيخارانو على موقع Soccerway.com (الإنجليزية)
- كارلوس بيخارانو على موقع AS.com (الإسبانية)